# President d'Indonèsia

Escut de la República d'Indonèsia

El President d'Indonèsia és el cap d'estat de la República d'Indonèsia des de la proclamació de la seva independència del Regne dels Països Baixos el 1945.
La Constitució assigna al president el comandament de les Forces Armades i la direcció del govern interior i els afers exteriors. La seva elecció és per sufragi universal per un màxim de dos mandats de cinc anys.
Les vicissituds històriques han motivat que les condicions per a l'elecció del president no s'hagin aplicat fins al 2004. Els cinc primers titulars van accedir al càrrec de forma irregular.

## Llista dels Presidents de la República d'Indonèsia
| Núm. |                           | Nom                       | Inici                | Fi                   | Partit                                   | Observacions                                                                             |
| 1.   | Sukarno                   | Soekarno                  | 18 d'agost de 1945   | 12 de març de 1967   | Partit Nacional Indonesi                 | Proclamà la independència.                                                               |
| 2.   | Suharto                   | Soeharto                  | 12 de març de 1967   | 21 de maig de 1998   | Golkar                                   | Destituí l'anterior per cop d'estat.                                                     |
| 3.   | Bacharuddin Jusuf Habibie | Bacharuddin Jusuf Habibie | 21 de maig de 1998   | 20 d'octubre de 1999 | Golkar                                   | Accedí per la renúncia de l'anterior.                                                    |
| 4.   | Abdurrahman Wahid         | Abdurrahman Wahid         | 20 d'octubre de 1999 | 23 de juliol de 2001 | Partit del Despertar Nacional            | Escollit pel Parlament.                                                                  |
| 5.   | Megawati Sukarnoputri     | Megawati Soekarnoputri    | 23 de juliol de 2001 | 20 d'octubre de 2004 | Partit Democràtic Indonesi en Lluita     | Filla del 1r. president. Escollida per renúncia de l'anterior.                           |
| 6.   | Susilo Bambang Yudhoyono  | Susilo Bambang Yudhoyono  | 20 d'octubre de 2004 | 20 d'octubre de 2014 | Partit Democràtic                        | Primer elegit per sufragi universal.                                                     |
| 7.   | Joko Widodo               | Joko Widodo               | 20 d'octubre de 2014 | 20 d'octubre de 2024 | Partit Democràtic Indonèsia en Lluita    | El primer no sorgit de l'elit política del país ni havent estat un general de l'exèrcit. |
| 8.   | Prabowo Subianto          | Prabowo Subianto          | 20 d'octubre de 2024 | En actiu             | Partit del Moviment de la Gran Indonèsia | Va guanyar després de quatre eleccions generals.                                         |